# Ksilamidin
Ksilamidin je lek koji deluje kao antagonist  receptora, i u manjoj meri  receptora. On ne prelazi krvno moždanu barijeru iz kog razloga je koristan za blokiranje perifernih serotonergijskih responsa poput kardiovaskularnog i gastrointestinalnog dejstva, bez proizvođenja centralnih efekata  blokade kao što je sedacija, ili ometanja centralno delujućih  agonista.

## Literatura
1. ↑  Fuller, RW; Kurz, KD; Mason, NR; Cohen, ML (1986). „Antagonism of a peripheral vascular but not an apparently central serotonergic response by xylamidine and BW 501C67”. European journal of pharmacology. 125 (1): 71—7. PMID 3732393.
2. ↑  Dedeoğlu, A; Fisher, LA (1991). „Central and peripheral injections of the 5-HT2 agonist, 1-(2,5-dimethoxy-4-iodophenyl)-2-aminopropane, modify cardiovascular function through different mechanisms”. The Journal of pharmacology and experimental therapeutics. 259 (3): 1027—34. PMID 1762059.
3. ↑  Baker, BJ; Duggan, JP; Barber, DJ; Booth, DA (1988). „Effects of dl-fenfluramine and xylamidine on gastric emptying of maintenance diet in freely feeding rats”. European journal of pharmacology. 150 (1-2): 137—42. PMID 3402534.
4. ↑  Dave, KD; Quinn, JL; Harvey, JA; Aloyo, VJ (2004). „Role of central 5-HT2 receptors in mediating head bobs and body shakes in the rabbit”. Pharmacology, biochemistry, and behavior. 77 (3): 623—9. PMID 15006475. doi:10.1016/j.pbb.2003.12.017.

## Spoljašnje veze
|  | Molimo Vas, obratite pažnju na važno upozorenje u vezi sa temama iz oblasti medicine (zdravlja). |